# Nuh I ibn Nasr
Nuh I ibn Nasr ibn Àhmad, pòstumament anomenat al-Amir aix-Xahid (‘l'emir digne d'elogi’), fou emir samànida de Transoxiana i Khurasan (943-954).
Nuh va avortar el 943 una conspiració contra el seu pare Nasr II ibn Àhmad; aquest havia donat suport a uns missioners ismaïlites provocant l'hostilitat d'alguns militars que van planejar assassinar-lo en un banquet, però allí foren fets presoners per Nuh, que s'havia assabentat dels seus plans i que va fer matar el cap dels conspiradors; no obstant va prometre que aturaria l'activitat missionera dels ismaïlites per aturar el descontentament. El seu pare va abdicar en favor de Nuh i va morir poc després.
Els inicis del seu regnat van estar marcats per l'activitat del seu visir, el fakih sunnita Abu l-Fadl Muhammad Sulami. Aviat es va revoltar el principat tributari de Coràsmia (la revolta fou sufocada) i també el governador del Khurasan Abu Ali Čaghani (des de 939), i príncep local del Caghaniyan; aquest fou deposat (945) i substituït pel cap turc Ibrahim ibn Simdjur. El 947 Abu Ali Čaghani aliat a Ibrahim ibn Àhmad, oncle de Nuh, va ocupar Bukharà i va proclamar Ibrahim com a emir, mentre Nuh fugia a Samarcanda. Però Ibrahim fou molt impopular i Nuh va contraatacar i va capturar l'usurpador al que va cegar. Abu Ali va fugir al Caghaniyan i Mansur ibn Karategin va rebre el govern de Khurasan.
El 952 va morir Mansur ibn Karategin, i Nuh va nomenar Abu Ali Čaghani, al que no va trigar a deposar per segona vegada després de rebre la protesta de Wushmgir, emir ziyàrida del Tabaristan, antic aliat de Nuh, mercès a l'ajut del qual s'havia apoderat de Gurgan i Tabaristan el 947, però que portava anys lluitant contra els buwàyhides, amb els quals Abu Ali va signar la pau; Wumshgir va acusar Abu Ali de conspirar amb els buwàyhides i Nuh el va deposar; el governador va fugir a Rayy i mercès al suport buwàyhida va aconseguir del califa la investidura del Khurasan. La guerra contra els buwàyhides al nord de Pèrsia va causar una greu crisi financera.
Nuh va morir poc després (agost del 954). El va succeir el seu fill Abd-al-Màlik I ibn Nuh.